# Pieter Damant

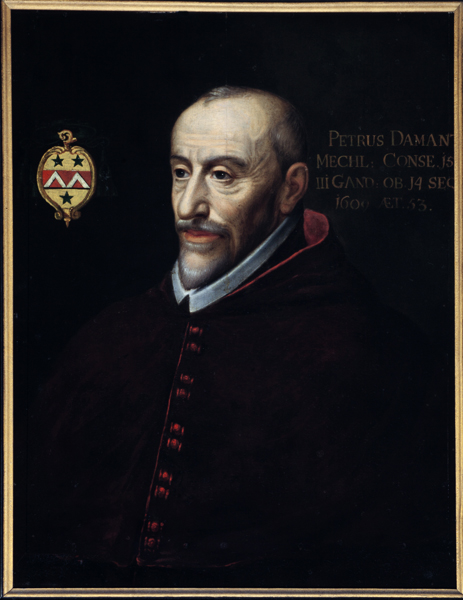
Porträt aus dem Genter Dom

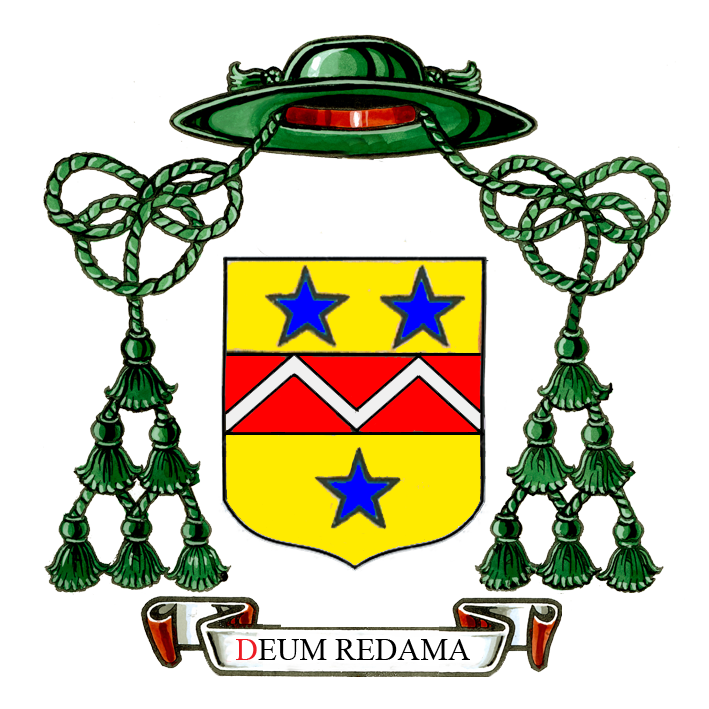
Wappen des Bischofs mit dem Wahlspruch Deum redama (Liebe Gott wieder!)

Pieter Damant (* 1530 in Mechelen; † 14. September 1609 in Gent) war der dritte Bischof von Gent. Papst Sixtus V. ernannte ihn am 18. Juni 1590 zum Bischof im seit 1559 bestehenden Bistum Gent.

## Leben
Damants Vater gleichen Namens († 1568) war ein Rat und Schatzkämmerer Kaiser Karls V., seine Mutter Anna Bave starb 1559. Sein Bruder war der Staatsjurist und Kanzler von Brabant Nicholas Damant (1531–1616). Seine Schwester Jacqueline war die Ehefrau des einflussreichen Kaiserberaters Viglius von Aytta.
Der Sohn Pieter wurde nach einem Studium beider Rechte 1542 Kanoniker in Gent und 1585 zum Dekan der St.-Bavo-Kathedrale (Gent). Seit 1554 war er Geistlicher Rat im Provinzialrat von Flandern. 1589 nominierte König Philipp II. ihn zum Bischof von Gent. Nach seinem Tod 1609 wurde er in der Kathedrale begraben, das Grab ist erhalten.
Er beauftragte den Maler Otto van Veen, ein Triptychon für den Genter Dom zu malen, in dem er als Stifterfigur dargestellt wird.

## Literatur

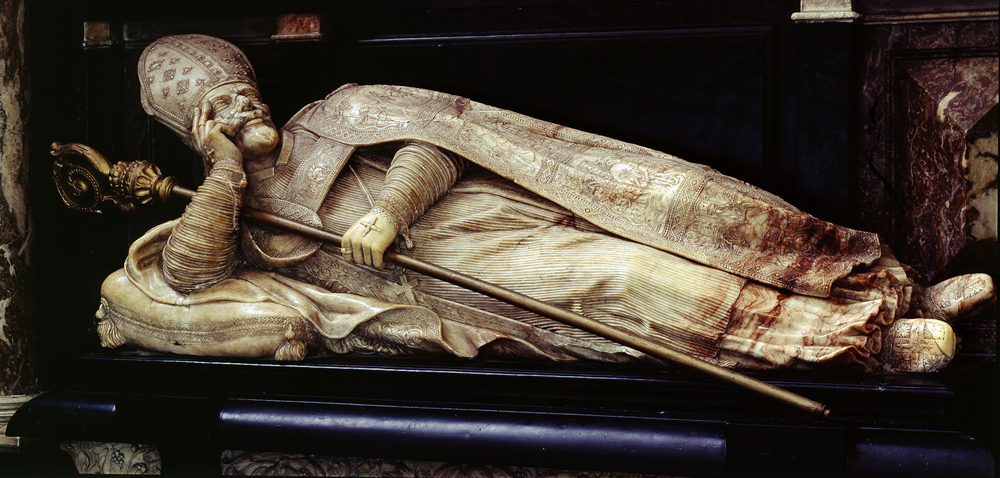
Damants Grabmonument in Gent

## Einzelbelege
1. ↑  Leopold Nedopil: Deutsche Adelsproben: Erster Band. BoD – Books on Demand, 2022, ISBN 978-3-375-05179-2 (eingeschränkte Vorschau in der Google-Buchsuche).
2. ↑  Tryptich of Pieter Damant. 2. November 2020, abgerufen am 19. Juli 2022 (englisch).

| Vorgänger        | Amt                        | Nachfolger |
| ---------------- | -------------------------- | ---------- |
| Wilhelm Lindanus | Bischof von Gent 1590–1609 | Karel Maes |

| Personendaten    | Personendaten      |
| ---------------- | ------------------ |
| NAME             | Damant, Pieter     |
| KURZBESCHREIBUNG | Bischof von Gent   |
| GEBURTSDATUM     | 1530               |
| GEBURTSORT       | Mechelen           |
| STERBEDATUM      | 14. September 1609 |
| STERBEORT        | Gent               |